# Черкес, Евгений Александрович
Евгений Александрович Черкес (23.06.2001, Воронеж) — российский футболист, полузащитник клуба «Свободный агент».

## Биография
Сын футболиста Александра Черкеса. Воспитанник воронежских ДФК «Стрела» (до марта 2012, апрель 2014 — сентябрь 2017) и СДЮСШОР-15 (март 2012 — апрель 2017) и академии футбола «Энергомаш» Шебекино (сентябрь 2017 — февраль 2018). В 2017 году провёл 16 игр, забил один гол в чемпионате Воронежской области за «Стрелу». Первую половину сезона 2018/19 ПФЛ отыграл за белгородский «Салют» — 11 матчей. В январе 2019 перешёл в клуб премьер-лиги «Ростов». В чемпионате России дебютировал 27 июня в домашней игре против «Арсенала» (2:1) — на 88-й минуте вышел на замену вместо Зайнутдинова.
Далее случилось аренда в футбольный клуб "Форте" из города Таганроге.
Аренда прошла успешно. Игрок провел 17 матчей и забил 2 гола. После аренды Ростов и игрок решили прекратить сотрудничество. Форте от выкупа игрока отказался.
Сезон 2021/2022 провел, играя за молодежную команду подмосковного футбольного клуба Химки.
Далее, как свободный агент игрок перешёл в нижнекамский "Нефтехимик". За сезон 22/23 провел всего 8 матчей. 
Летом снова стал свободным агентом.